# Anna dei miracoli (dramma)
Anna dei miracoli (The Miracle Worker) è un'opera teatrale del drammaturgo statunitense William Gibson, basata sulla storia vera della sordo-cieca Helen Keller e della sua insegnante Anne Sullivan.

## Fonti
The Miracle Worker originariamente era la sceneggiatura di un episodio di Playhouse 90 trasmesso il 7 febbraio 1957 da CBS Television City e derivato dall’autobiografia The Story of My Life di Helen Keller (1903).

## Trama
Nel 1886 a Tuscumbia, in Alabama, vive la famiglia Keller. La secondogenita Helen di 6 anni, rimasta sordo-cieca a causa di un'infezione contratta quando aveva 19 mesi, incapace di comunicare con il mondo esterno, è cresciuta viziata e selvaggia. La madre Kate contatta l'Istituto Perkins per ciechi di Boston che incarica la ventenne Annie di insegnarle la disciplina. 
La vicenda si snoda con continui scontri tra Annie e i Keller e i tentativi di Annie di comunicare con la bambina.
 
Annie insegna alla piccola Helen un alfabeto tattile basato sui colpi del polpastrello sul palmo della mano. Finalmente Helen riesce a pronunciare la prima parola: acqua.

## Rappresentazioni
The Miracle Worker ha debuttato il 19 ottobre 1959 al Playhouse Theatre di Broadway ed è rimasta in scena sino al 1º luglio 1961 per un totale di 719 repliche. La regia era di Arthur Penn, scene e disegno luci di George Jenkins, costumi di Ruth Morley. Interpreti: Anne Bancroft (Annie), Patty Duke (Helen), Torin Thatcher (Arthur Keller), Patricia Neal (Kate Keller), Michael Constantine (Anagnos), Beah Richards (Viney).
In occasione del 50º anniversario The Miracle Worker veniva rappresentata al Circle in the Square Theatre di Broadway a partire dal 3 marzo 2010, per la regia di Kate Whoriskey, con Alison Pill (Annie), Abigail Breslin (Helen), Matthew Modine, Jennifer Morrison, Tobias Segal e Elizabeth Franz. Nonostante le critiche favorevoli non ci fu lo sperato riscontro di pubblico e dopo 38 repliche le rappresentazioni furono annullate con una forte perdita per i produttori.

## Rappresentazioni italiane
La prima italiana di Anna dei miracoli è stata il 5 novembre 1960 al Teatro Comunale di Modena, traduzione di Luigi Squarzina e Desideria Pasolini, regia di Luigi Squarzina, scene di Gianni Polidori, costumi di Danilo Donati, musiche di Gino Negri. Interpreti: Anna Proclemer (Annie), Ottavia Piccolo (Helen), Antonio Battistella, Carla Bizzarri, Davide Montemurri, Isabella Riva, Olinto Cristina, Marisa Pizzardi, Evi Matteucci, Alfredo Sernicoli, Paola Sivieri, Maria G. Orrei, Roberta Orrei, Stefania Querini.
Una versione successiva è andata in scena dal 21 ottobre 1988 presso il Teatro Goldoni di Venezia, traduzione e regia di Giancarlo Sepe, scene e costumi di Umberto Bertacca, musiche di Harmonia Team. Interpreti: Mariangela Melato (Annie), Florens Fanciulli (Helen), Carlo Reali, Ester Galazzi, Alberto Scala, Armando Cianchella, Anna Montinari. Questa versione, nel corso della tournée milanese, venne registrata al Teatro Manzoni e trasmessa da Raidue il 3 settembre 1990.
Il 12 luglio 2000 al XXXIV Festival Teatrale di Borgio Verezzi veniva presentata una nuova versione nella traduzione storica di Luigi Squarzina e Desideria Pasolini, adattamento di Giorgio Albertazzi, regia di Francesco Tavassi, scene di Alessandro Chiti, costumi di Maria Rosaria Donadio, musiche di Giacomo Zumpano. Interpreti: Mariangela D'Abbraccio (Annie), Simona Biancalana (Helen), Francesco Tavassi, Laura Romano, Giulio Farnese, Caterina Allegro, Walter Del Gaiso, Maria Rallo, Giorgio Albertazzi.

## Adattamenti
Il successo teatrale di The Miracle Worker convinse Hollywood a produrre nel 1962 la versione cinematografica, ancora con Arthur Penn alla regia, Anne Bancroft e Patty Duke nei ruoli principali.
Il primo adattamento televisivo italiano è stato trasmesso il 15 dicembre 1968 sul Programma Nazionale della Rai, regia di Davide Montemurri, con Anna Proclemer (Annie), Cinzia De Carolis (Helen), Bianca Toccafondi, Roldano Lupi, Sergio Tofano. Il servizio opinioni della Rai certificò 12,3 milioni di telespettatori.

## Riconoscimenti
- 1960 - Tony Award
  - Miglior opera teatrale
  - Miglior regia di un'opera teatrale ad Arthur Penn
  - Miglior attrice protagonista in un'opera teatrale ad Anne Bancroft
  - Miglior tecnico di palco a John Walters
  - Candidatura alla Miglior scenografia per George Jenkins
- 1960 - Theatre World Award a Patty Duke